# أشعر أنني جميلة (فلم)
أشعر أنني جميلة (بالإنجليزية: I Feel Pretty) هو فيلم كوميدي أمريكي لعام 2018 كتبه وأخرجه آبي كون ومارك سيلفرشتاين في أول ظهور لهما. الفيلم من بطولة: ايمي شومر، ميشيل ويليامز، إميلي راتاجكوفسكي، روري سكوفل، ايدي براينت، بيسي فيليبس، توم هوبر، نعومي كامبل، ولورين هاتون. وتتبع الحبكة امرأة غير آمنة، بعد أن أصيبت بإصابة في رأسها، اكتسبت ثقة بالغة من نفسها، وتعتقد أنها جذابة إلى حد كبير.
صدر الفيلم في الولايات المتحدة في 20 أبريل عام 2018، إس تي إكس إنترتينمنت، وقد حقق 22 مليون دولار في جميع أنحاء العالم. أنها تلقت مراجعات مختلطة من النقاد، مع العديد من قوله أنه لم نلتزم تماما بدايته أو لهجة، على الرغم من اشادة الجميع بأداء شومر ويليامز.

## حبكة الفيلم
رينيه باريت (شومر) هي امرأة شابة ومهنية تكافح مع مشاعر موهنة لعدم جمال مظهرها. وكثيراً ما تعتذر وتواجه مشكلة في جعل الناس يهتمون بها أو يعاملونها باحترام. تعمل مديرة موقع ويب لشركة مستحضرات تجميل كبيرة تسمى Lily LeClaire (ليلي لاكلير). ومع ذلك، فهي تستاء من أن مكتبها في الطابق السفلي في الحي الصيني وليس في مقر الشركة في المجاورة الخامسة. وعلمت أن LeClaire تستأجر موظف استقبال جديد، لكن رينية لا ترى نقطة في التقديم لأنها لا تشعر أنها واثقة من نفسها أو جذابة بما فيه الكفاية لتكون بمثابة «وجه» LeClaire (لاكلير).
رينيه تحضر دورة ركوب الدراخات ولكنها تسقط من دراجتها وتضرب رأسها. بمجرد استعادة الوعي، فتصبح غير قادرة على رؤية جسدها كما هو في الواقع. بدلا من ذلك، عندما تنظر في المرآة أو في صور فوتوغرافية لنفسها، ترى جسد امرأة رقيقة جذابة تقليدية. تمنحها إصابة الرأس هذه ثقة جديدة. تصبح أكثر سعادة وحيوية على الفور وتسمح لنفسها بالتفاعل مع العالم بشكل مختلف. وتعتقد عن طريق الخطأ أن رجلاً يضربها في محل التنظيف ويتبادل الأرقام معها وتقدّم طلبًا لموقف الاستقبال في شركة LeClaire (لاكلير). أثناء إجراء المقابلات معها، أثارت إعجاب الرئيس التنفيذي للشركة، أفيري لي كلاير (وليامز)، بثقتها، وبعد ذلك حصلت علي المهمة. تثبت رينيه نفسها وكفاءتها في وظيفتها، مع جرانت لي كلير، شقيق أفيري، مع ملاحظة كيف تعامل ريني بنفسها.
رينيه تستدعي إيثان، الرجل من محل تنظيف الملابس، وتطلب منه الذهاب معها في موعد. ويعترف إيثان بخوفه قليلاً من رينيه. تدخل رينيه مسابقة البيكيني في الحانة، ويشعر بالقلق من أنها على وشك إحراج نفسها لأنها ليست رقيقة مثل النساء الأخريات في المنافسة. ريني تحصل على الحشد وراءها من خلال عمل نكت ذاتية النفاق حول نفسها والرقص بعنف. على الرغم من أنها لم تفز في المسابقة، إلا أنها تخبر إيثان أنها بخير مع ذلك لأنها تعرف أنها جذابة ولا تحتاج إلى أي تأكيد خارجي. ومع ازدياد خطورة العلاقة بين إيثان ورينيه، فإنه يعترف بقضايا احترام الذات ويخبر رينيه أنه منجذب إليها لأنها تعرف ما يجعلها رائعة بدلاً من التركيز على الأشياء التي لا تحبها بشأن نفسها. ينتهي بهم الأمر لممارسة الجنس في شقة رينيه. وبينما تجلب رينيه الماء إلى اجتماع في شركة LeClaire (لاكلير)، اسقطت عن طريق الخطأ منتج أحمر الخدود، الذي ينكسر على الأرض. عندما تلتقط كل القطع، تعلن للغرفة أنها لا تستطيع العثور على القضيب في أي مكان. تخبرها أفيري أنه لا يوجد أي تطبيق لهذا المنتج لأن شركة LeClaire (لاكلير) لا تقدم عادة أجهزة تطبيق. تتفاجأ رينيه بتعلم هذا وآستعجب أفيري لماذا قد يفاجئها ذلك. رينيه تخبر الغرفة أن متوسط امرأة لشراء ماكياج في تارجت لن يشتروا فرش ماكياج الراقية. النساء يشترون ماكياج أقل تكلفة وتتوقع أن يأتي قضيب مع المنتج. هذه معلومات جديدة لأي شخص آخر في الغرفة وآفيري ممتن لرآيها. 
ومع مرور الوقت، فإن ثقة رينيه تجعلها أكثر فأكثرثقة مع الآخرين. تمت دعوتها لحفلة عمل خاصة، وقررت جلب صديقين لها، فيفيان (براينت) وجين (فيليبس)، لكن رينيه تخلعها لأن زملاءها الذين يلقون الحفل لن يسمحوا إلا لريني بالدخول. ثم تحرج أصدقائها بآقامة موعد غرامي لأنها كانت تحاول مساعدتهم لتبدو جذابة ومثيرة للرجل عن طريق الحصول على الجميع سكران واقتراح أنهم يرقصوا بشكل استفزازي بدلا من السماح لهم بإجراء محادثات فعلية. عندما غضب أصدقاؤها، تدعوهم رينيه باتهم مملين. فقالوا لها أنها يجب أن تغادر.
في يوم من أيام العمل، تقول أفيري لريني إنها تشعر بعدم الأمان في كثير من الأحيان حول كيف أن صوتها العالي يجعل الناس يعتقدون أنها غير ذكية. ثم تدعو رينيه لتناول العشاء. رينيه تصل إلى العشاء مع إيثان، متوقعًا أن تكون وظيفة عمل كبيرة عندما كان في الواقع عشاءًا حميميًا مع أفيري وغرانت وجدتهما ليلي لي كلاير. تصطدم رينيه مع ليلي، التي تحاول أفيري إقناعها، لذلك تعلن أفيري أنها ستجلب رينيه إلى بوسطن للمساعدة في الملعب التجاري. مرة واحدة في بوسطن، حيث تمارس رينيه خطابها في الملعب، تأتي غرانت إلى غرفتها في الفندق لطلب خدمة الغرف، حيث أن مشروع LeClaire (لاكلير) لم يتم تغطية فاتورة خدمة غرفته. كاد رينيه وغرانت يقبيلان تقريبًا، لكن رينيه تسحبها في اللحظة الأخيرة عندما ترى رسالة سناب شات من إيثان. ريني أغلقت علي نفسها في الحمام لفصل نفسها من جرانت. تخطو إلى دش زجاجي كبير وتبدأ بهجوم الذعر عندما يصرخ غرانت على شيء من الغرفة الأخرى. بينما تتحول رينيه إلى مغادرة الحمام، تمشي إلى الباب الزجاجي وتفقد الوعي. هذه الضربة في الرأس تزيل التشوه الذهني الذي كانت تعاني منه بسبب مظهرها. تستيقظ رينيه بعد عدة ساعات لتتعلم أن ما تعتقد أنه موجة انتقالية جسدية كان ينكسر. انها تنمو حتى بالإحباطو ارادت أن تطير مرة أخرى إلى نيويورك، والتخلي عن افيري في اجتماع الملعب. وتصاب بالاكتئاب مرة واحدة في نيويورك وتذهب إلى أصدقائها في محاولة للتعويض، لكنهم غير مهتمين بقضاء الوقت معها. كما أنها انفصلت مع إيثان لأنها مقتنعة بأنه لم يجد جاذبيتها بعد الآن. 
تحضر رينيه حصه ركوب الدراجات آخري وتحاول إعادة إصابة الرأس الأولى، لكنه لا يعمل. في غرفة خلع الملابس، تتجه إلى مالوري، والتي كانت قد التقت بها في وقت سابق من الفيلم. مالوري عاطفي على انفصال ورينيه يقدم لها بعض الراحة. بسبب كم هو جميل مالوري، يفترض رينيه أن مالوري انفصل مع صديقها، ولكن مالوري تقول أن صديقها ألقى بها. رينيه مندهش من هذا. ثم تُخبر مالوري رينيه بأنها تشعر بعدم الأمان في بعض الأحيان، والتي تستجيب ريني لها بالغضب الكوميدي. تبدأ رينيه بمقارنة جسد مالوري مع جسدها، مشيرة إلى كيف أنها لا تشوبها ثم تقول إنها تريد «أن تضرب مالوري في وجهها الغبي». «مالوري» مستاءة من كلمة «غبية»، واصفة إثارتها لأنها منطقة تشعر أنها غير آمنة. ثم تنهي مالوري المحادثة لأنها يجب أن تذهب إلى اختبار النمذجة في LeClaire (لاكلير)، والذي أدركته رينيه على الأرجح لخط ماكياج الهدف. هذا يتعلق رينيه لأنها تعتقد أن خط الهدف يجب أن تستخدمها امرأة أكثر عادية كسفير علامتها التجارية بدلا من امرأة جذابة تقليديا مثل مالوري.
تبتكر رينيه خطة لالقاء خطاب الإطلاق. وعندما صعدت على المسرح، تبدأ في سرد قصتها حول كيف انتقلت من امرأة جذابة إلى ما تبدو عليه الآن. على شاشة خلف المسرح، تُظهر للجمهور ما تعتقده قبل الصور وبعدها، لكن في الواقع تبدو صورها متماثلة تمامًا. الجميع في الجمهور مرتبك بما تقوله رينيه. رينيه تستدير وتنظر في الصور وتدرك أنه لم يكن هناك أي تحول طبيعي. ثم تقوم بإلقاء خطاب حول كيف أن كل شخص جيد بما فيه الكفاية فقط بالطريقة التي هم عليها الآن. بدآ الحشد يندهش. فإن الإطلاق يعد نجاح. بعد ذلك تعيد رينيه مع أفيري وأصدقاؤها وإيثان بعد أن أدركت «أنها كانت المشكلة طوال الوقت.» ينتهي الفيلم باستمتاعها بدرس ركوب الدراجات مرة أخرى.

## شخصيات الفيلم
- إيمي شومر كما رينيه باريت، وهي امرأة عادية تكافح مع مشاعر عدم الأمان وعدم كفاية على أساس يومي. انها تستيقظ من سقوط تعتقد أنها جميلة وقادرة، على الرغم من النظر وكونها كما هو الحال دائما.
- ميشيل ويليامز ككونها افيري لاكلير، رئيسة شركة مستحضرات التجميل المذهلة لـ Renee وأخت Grant.
- إميلي راتاجكوسكي كمالوري، امراة تتطلع ريني لتصبح مثلها لانها جذابة.
- روري سكوقيل، ككونة ايثان، حبيب ريني الأول
- آيدي براينت كفيفان، إحدى اصدقاء ريني
- بوسي فيليبس كاجين، إحدى اصدقاء ريني
- ناعومي كامبل كاهلن
- لورين هوتن، كليلي لاكلير، جدة جرانت وافيري
- توم هوبر، جرانت لاكلير، شقيق افيري
- ساشير زاماتا ككونة تاشا
- دايف اتيل، كتان دود
- ادريان مارتينز، اسمة ماسون

## إصدار
كان من المقرر أن يتم إطلاق I Feel Pretty في 29 يونيو، 2018 من قبل إس تي إكس إنترتينمنت، ولكن في فبراير 2018 تم نقله إلى 27 أبريل 2018، بسبب نتائج الفحص الصارم. تم تغيير تاريخ الإصدار لاحقاً إلى 20 أبريل، 2018، قبل أسبوع، لتجنب المنافسة مع Avengersالمنتقمون: الحرب اللانهائية، والتي بعد انتقال Feel Pretty الأولي، انتقلت بنفسها من 4 مايو 2018 إلى 27 أبريل.

## استقبال

### شباك التذاكر
اعتبارًا من 22 أبريل 2018، حققت I Feel Pretty 16 مليون دولار في الولايات المتحدة وكندا، و 2.4 مليون دولار في مناطق أخرى، بإجمالي عالمي يبلغ 18.4 مليون دولار، مقابل ميزانية إنتاج تبلغ 32 مليون دولار.
في الولايات المتحدة وكندا، تم إصدار فيلم I Feel Pretty إلى جانب شركتي Traffik وSuper Troopers 2 ، وكان من المتوقع أن يصل إجماليه إلى 13 - 15 مليون دولار من 3440 مسارح ويفتح في المركز الثالث في شباك التذاكر في عطلة نهاية الأسبوع الافتتاحية. حققت الشركة 6.3 مليون دولار في أول يوم لها، بما في ذلك مليون دولار من معاينات ليلة الخميس التي كانت أفضل من مبلغ 650 ألف دولار الذي قدمه شومر في العام الماضي. وقد تم افتتاحه إلى 16 مليون دولار، ليحتل المركز الثالث خلف مكان هادئ وRampage. كان الافتتاح أقل من كل من فيلم شومر السابقين، حادثة قطار ‏ 30 مليون دولار و Snatched (19.5 مليون دولار).

### نقاد الفيلم
على موقع تجميع موقع Rotten Tomatoes ، حصل الفيلم على نسبة موافقة تبلغ 33٪ بناءً على 132 تقييمًا، ومتوسط تقييم 5.1 / 10. يقول الإجماع النقدي للموقع: «أشعر بأنني جميلة ولديها نجمة ساحرة ومخطط كوميدي جدير بالاهتمام - ولكن على عكس شخصيتها المركزية الواثقة فجأة، فإنها تعاني من افتقار أساسي إلى الإدانة». في Metacritic ، يحصل الفيلم على متوسط تقييم مرجح قدره 48 من 100، على أساس 43 منتقدًا، مما يشير إلى «مراجعات مختلطة أو متوسطة». أعطى الجمهور المستطلع من قبل سينماسكور الفيلم درجة متوسطة من "B +" على مقياس A + إلى F.
أعطى ديفيد إيرليخ من فيلم إندي واير الفيلم "B-"، قائلاً: "أحدث كوميديا شومر كان باستطاعته استخدام بعض التلميعات الأخرى - إنها عبارة عن مترهل قليلاً نحو الخلفية، حتى لو كان نجمه رائع تمامًا كما هو - ولكن هذا يتخبط في قناعته بأن العالم يعكس مدى شعورك تجاه نفسك، أو كيف يمكن أن يكون ذلك ممكنا إذا كنت تأتي من الزاوية اليمنى. " أعطى بيتر ديبروج منفارايتي الفيلم مراجعة إيجابية إلى حد ما، قائلاً: "ما يميزني عن بعض الشعور بالفراغ هو الفرضية المستوحاة من أن تحول رينيه يحدث بالكامل في رأسها، في حين أن الأشخاص المحيطين بها قد غادروا بسبب تغيرها المفاجئ في الموقف - مفهوم هذا يطرح السؤال لماذا يشجع مجتمعنا المرأة على تخمين صورتها الذاتية في المقام الأول.
وكتبت جي. ار. كينراد، مؤسسة (بوب ماترز)بوبماترس: «الأشخاص الوحيدون الذين لن يشعروا بالملل من قبل أشعر بالبهجة هم أولئك الذين يسيئون إليهم. إنه خطأ فادح في التقدير قد يعني جيدًا، لكنه يفشل في موازنة الحدة والرقة اللازمة للتصدي للمذبحة العاطفية الناجمة عن الكراهية الذاتية، التي تنسي أن تجعلنا نضحك هي الإهانة النهائية».
كتب بيتر ترافرز، الذي يكتب عن فيلم رولينج ستون، فيلم 2 من أصل 4 نجوم، وانتقد ما وصفه بنفاق صانعي الأفلام قائلاً: "... لا يزال: هل من المقبول حقًا أن تفلت من صنع النكات ذات الحجم الكبير فقط لأنك في النهاية الأخلاقية التي تعلم درسًا عن إيجابية الجسم، فهل يمكنك الحصول عليها بالطريقتين؟ كما أعطى مايكل فيليبس من شيكاغو تريبيون الفيلم 2 من أصل 4 نجوم، وقال: "أشعر بأنني استسلم لجميع الأخطاء في عمل هوليوود. هذا ليس مضحكا أو طازجا بما فيه الكفاية، وهذا له علاقة بالمادة وكيف يتم التعامل معه بصريًا، ولا علاقة له بالأشخاص على الشاشة. " 

## جدال حول الفيلم
أشار جيفري ويلز من هوليود في مكان آخر إلى أن عناصر I Feel Pretty بدت وكأنها تشبه مؤامرة فيلم The Enchanted Cottage عام 1945، دون اعتباره مصدر إلهام. واتهم آخرون الفيلم بشيء من العار الجسدي، كتبه كوزموبوليتان: "إنه إهانة لأي شخص وكل شخص - من إيمي بنفسها إلى النساء الأكبر حجما والأقل جسارة ... الذي يعرف أيضا ب، كل الأشياء التي يتم الترويج لها في المجتمع ليكون "أفضل".

## روابط خارجية
- الموقع الرسمي
- أشعر أننى جميلة على موقع IMDb (الإنجليزية)
- أشعر أننى جميلة على موقع ميتاكريتيك (الإنجليزية)
- أشعر أننى جميلة على موقع روتن توميتوز (الإنجليزية)
- أشعر أننى جميلة على موقع نتفليكس (الإنجليزية)
- أشعر أننى جميلة على موقع قاعدة بيانات الأفلام العربية
- أشعر أننى جميلة على موقع ألو سيني (الفرنسية)
- أشعر أننى جميلة على موقع Turner Classic Movies (الإنجليزية)
- أشعر أننى جميلة على موقع أول موفي (الإنجليزية)
- أشعر أننى جميلة على موقع بوكس أوفيس موجو (الإنجليزية)
- أشعر أننى جميلة على موقع فيلمافينيتي (الإسبانية)